# Yisrael Meir Lau
Yisrael (Israel) Meir Lau (Piotrków Trybunalski, 1º giugno 1937) è un rabbino israeliano.
È il rabbino capo di Tel Aviv (Israele). Precedentemente aveva operato come Rabbino Capo ashkenazita d'Israele tra il 1993 e il 2003.

## Infanzia
Lau è nato il 1º giugno 1937, nella cittadina polacca di Piotrków Trybunalski. Suo padre, Rabbi Moshe Chaim Lau, fu l'ultimo Rabbino Capo della città e morì durante l'Olocausto nel Campo di sterminio di Treblinka, dove la maggior parte degli abitanti della città fu inviata a morire nel 1942. Yisrael e la madre e il fratello Naphtali riuscirono ad evitare la deportazione ma nel novembre 1944 i superstiti della famiglia furono ulteriormente divisi. La madre fu inviata al Campo di concentramento di Ravensbrück dove morì nella primavera del 1945. Yisrael e il fratello furono inviati dapprima ad un campo di lavoro a Częstochowa e quindi a Buchenwald. 

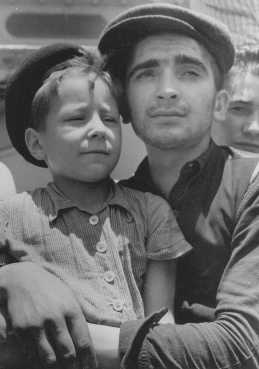
Israel Meir Lau (a 8 anni) fra le braccia di Elazar Schiff, entrambi scampati al campo di concentramento di Buchenwald, al loro arrivo ad Haifa il 15 luglio 1945.

 A Buchenwald la resistenza politica del campo aveva organizzato una rete di accoglienza e protezione per i minori che vi arrivavano numerosi dai campi della Polonia; essi erano accolti in due baracche speciali ed esentati dal lavoro coatto. Yisrael fu esposto come tutti i prigionieri alle durissime condizioni del campo, alla fame, al freddo e alle malattie, ma quando il 12 aprile 1945 le truppe americane liberano il campo, lui e il fratello saranno due dei 904 minori trovati ancora in vita. I bambini di Buchenwald furono il gruppo più numeroso di bambini sopravvissuti in un campo di concentramento. L'organizzazione clandestina di Buchenwald aveva fatto tutto il possibile per dare loro protezione e futuro.

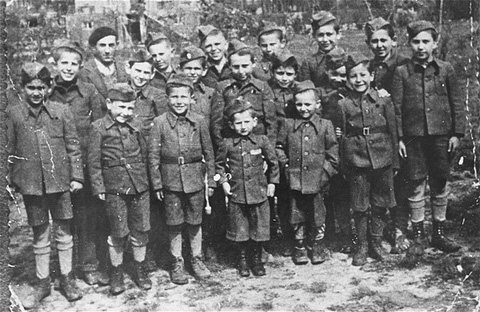
In questa foto di gruppo di alcuni tra i più piccoli bambini di Buchenwald dopo la liberazione, Israel Meir Lau è l'ultimo a destra in prima fila

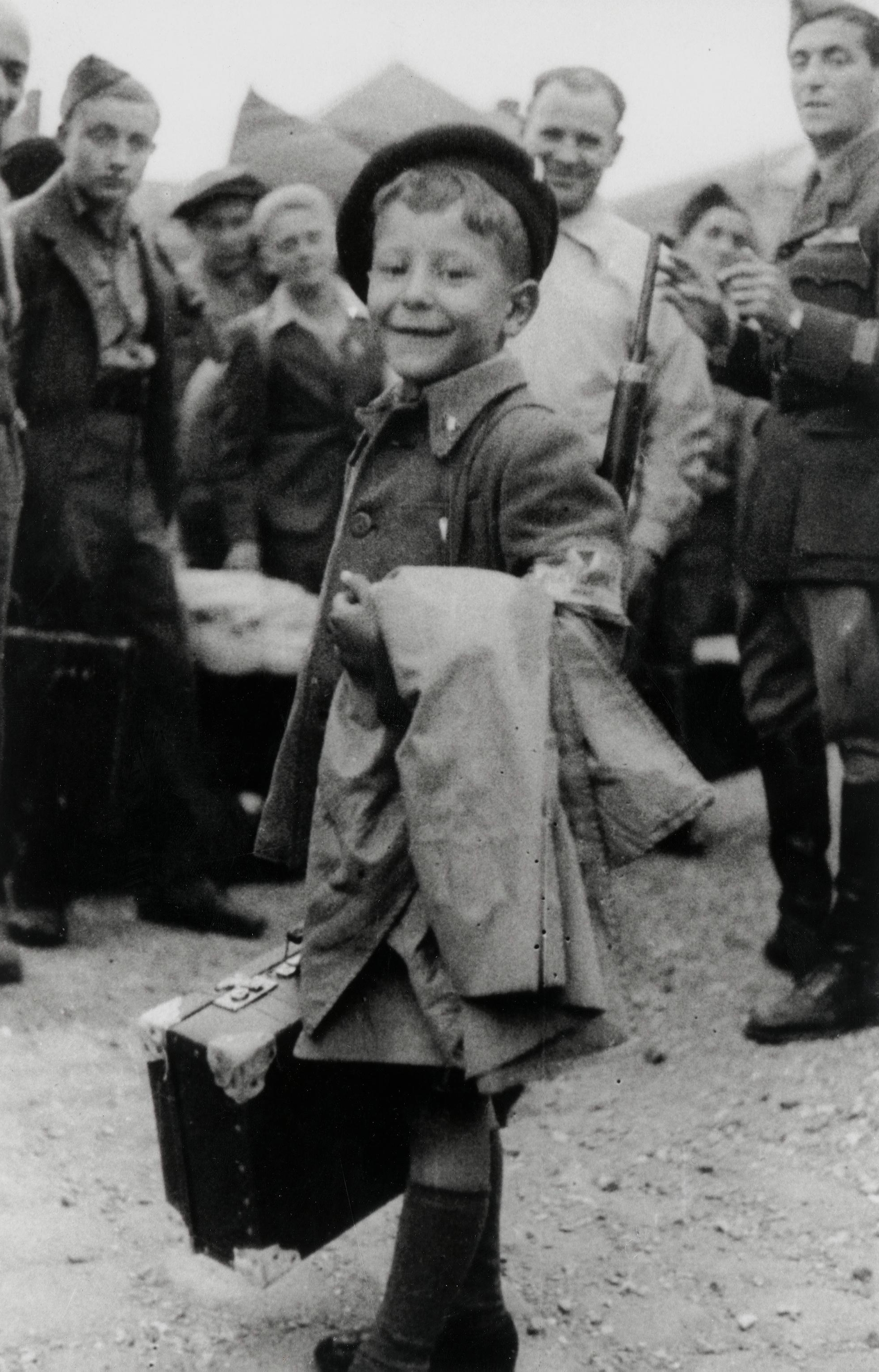
Israel Meir Lau nel giugno 1945 a 8 anni, in partenza dal campo di concentramento di Buchenwald, dopo la Liberazione

A 8 anni non ancora compiuti Yisrael era tra i prigionieri più piccoli. Di lui esistono diverse fotografie che lo ritraggono al campo nei giorni e nelle settimane successive alla liberazione.
Altre foto lo ritraggono con David Perlmutter e Izio Rosenman con i quali David formerà un inseparabile trio tra i 426 bambini inviati nel maggio 1945 da Buchenwald alla scuola francese di Écouis.
L'intera famiglia di Yisrael e del fratello era stata trucidata, ma essi avevano dei parenti in Palestina: il fratellastro Yehoshua Lau-Hager e uno zio. 
Lau immigrò in Palestina col fratello Naphtali nel luglio 1945, e fu ordinato rabbi nel 1971. È sposato con la figlia dell'antico Rabbino Capo di Tel Aviv. Ha servito come Rabbino Capo a Netanya (1978-1988), e a quel tempo si guadagnò una fama come oratore di grande popolarità. Scrisse un libro di memorie delle sue esperienze durante il periodo dell'Olocausto, intitolato "Do Not Raise Your Hand Against the Boy" (Non alzare la tua mano sul fanciullo), uscito nel 2000, nel 55º anniversario della liberazione di Buchenwald. Il libro è diventato un best seller in Israele.

## Vita pubblica
Il 9 giugno 2005, Lau fu reintegrato nel posto di Rabbino Capo di Tel Aviv dopo aver già occupato tale funzione dal 1985 al 1993, quando fu nominato Rabbino Capo ashkenazita d'Israele, una posizione che egli mantenne fino al 2003.
Lau è stato spesso caratterizzato da ciò che viene chiamato consensus rabbi, e ha stretti rapporti tanto col Giudaismo Haredi quanto con il Giudaismo Ortodosso Moderno, in particolar modo a proposito della sua politica, che è sempre stata caratterizzata da una visione sionista moderata. Una relazione lo descrive come "troppo sionista per essere considerato haredi". Vanta un considerevole rispetto a livello internazionale, sia da parte ebraica sia da parte non-ebraica, ed è una delle poche figure nel mondo Haredi ad essersi guadagnato fiducia e ammirazione, tanto da parte sefardita quanto da parte ashkenazita.

Lau ha anche ricevuto alcuni giudizi negativi per quanto riguarda le sue idee e le sue osservazioni riguardanti le denominazioni non-ortodosse dell'Ebraismo. Quando Lau fu insignito del Israel Prize nel maggio 2005, ci furono proteste da parte del Masorti e dei movimenti Riformisti ebraici in Israele. Leader non-ortodossi notarono che era ironico il fatto che Lau fosse stato onorato per aver [contribuito a] "oltrepassare le spaccature della società israeliana". Nel suo discorso pronunciato al momento di ritirare il Premio, Lau replicò che il fatto di essere stato insignito da un Comitato (presumibilmente eterogeneo) parlava da sé.

### Candidatura presidenziale
Nella primavera del 2006, i media israeliani annunciarono che Rabbi Lau era stato preso in considerazione per la Presidenza dello Stato d'Israele. Alcuni critici sui media israeliani scrissero che Lau era più impegnato a mantenere la sua immagine di progressista che a effettuare cambiamenti di alcune posizioni delle politiche del Rabbinato, specie su temi di grosso impatto, quali le agunot, il matrimonio civile, lo statuto dello Shabbat e altri temi contesi che continuavano a costituire un grosso punto di confronto fra la comunità secolare e il Rabbinato Capo, che sotto la leadership di Lau usualmente si schiera dalla parte della prospettiva ortodossa. Un'altra critica fu quella che un rabbino Presidente della Repubblica avrebbe potuto più che altro confondere la linea demarcativa fra religione e Stato, e avvicinare Israele a trasformarsi in una teocrazia. Anche la comunità omosessuale israeliana si oppose all'idea di una candidatura di Lau, a causa delle sue critiche rivolte alla parata del Gay Pride di Tel Aviv e delle sue idee circa unioni fra partner dello stesso sesso. Lau aveva commentato: "Non riesco a capire quale sia qui l'origine dell'orgoglio (pride). Perché costoro debbono ostentare in pubblico le loro preferenze personali?" Sul medesimo tema delle coppie omosessuali, Lau ha detto "mi rincresce vedere che un modo anormale (abnormal way) di vita stia sostituendo l'unità familiare [bisessuale]".
I movimenti riformatori e conservatori dell'Ebraismo in Israele hanno dal canto loro qualificato "inopportuna" la candidatura di Lau. Un attivista riformatore ha accusato Rabbi Lau di essere più concentrato sull'adempimento delle ritualità liturgiche che sull'affrontare questioni etiche quali certe forme di discriminazione esistenti in Israele o il genocidio nel Darfur.

## Famiglia
Lau è il padre di Rabbi David Lau, il Rabbino Capo di Modi'in. È lo zio di Rabbi Dr. Binyamin (Benny) Lau, un pedagogo e attivista del movimento sionista religioso, e di Amichai Lau-Lavie, fondatore e direttore artistico del Jewish ritual theater company Storahtelling.

## Citazioni
- "Sediamoci insieme e viviamo insieme. Noi sappiamo sempre come morire insieme. Il tempo è venuto per sapere anche come vivere insieme". — Lau, in una sua esortazione alla cooperazione e al dialogo fra tutti gli ebrei (Gerusalemme, 14 febbraio 1999).[11]

## Foto d'archivio
Numerose foto ritraggono Yisrael Meir Lau da bambino, dal momento della liberazione a Buchenwald fino al suo arrivo in Israele.
- Foto di gruppo dei più piccoli tra i bambini di Buchenwald, incluso Yisrael Meir Lau nelle settimane seguenti alla liberazione del campo. Con lui in prima fila ci sono anche David Perlmutter e Stefan Jerzy Zweig, su collections.ushmm.org.

- Yisrael Meir Lau, Izio Rosenman e David Perlmutter in Francia nel giugno 1945, su collections.ushmm.org.
- Ancora una foto di Yisrael Meir Lau, Izio Rosenman e David Perlmutter in Francia nel giugno 1945, assieme ad altri ragazzi e a Shalom Tepper, su collections.ushmm.org.
- I piccoli Yisrael Meir Lau e David Perlmutter in Francia nel giugno 1945, assieme a rappresentanti dell'OSE (Oeuvre de Secours aux Enfants), su collections.ushmm.org.
- il piccolo Yisrael Meir Lau in Francia nel giugno 1945, assieme a rappresentanti dell'OSE (Oeuvre de Secours aux Enfants) e altri ragazzi di Buchenwald, su collections.ushmm.org.
- Yisrael Meir Lau in Francia nel giugno 1945, assieme al fratello maggio Naftali, su collections.ushmm.org.

- Yisrael Meir Lau in procinto di lasciare la Francia per recarsi in Israele (luglio 1945), su collections.ushmm.org.

- Il piccolo Yisrael Meir Lau in braccio a Elazar Schiff al loro arrivo a Haifa, in Palestina, il 15 luglio 1945, su encyclopedia.ushmm.org.

## Documentari
Come superstite dell'Olocausto e rabbino-capo di Israele, Lau è apparso in alcuni documentari:
- Liberators: Fighting on Two Fronts in World War II, regia di William Miles e Nina Rosenblum (1992)
- The Long Way Home, regia di Mark Jonathan Harris (1997)
- Mivza Hazala / S.O.S. Transplant. regia di Arnon Zadok (2005)

## Opere pubblicate
- Do Not Raise a Hand Against the Boy
- Dalle ceneri alla storia, Gangemi Editore, 2014
- Practical Judaism. Philipp Feldheim, 1997. ISBN 0-87306-827-0
- Rav Lau on Pirkei Avos. Artscroll, 2006. ISBN 1-4226-0069-6